# Алексеев, Евгений Иванович
Евге́ний Ива́нович Алексе́ев (11 [23] мая 1843, Севастополь — 27 мая [9 июня] 1917, Ялта) — русский военный и государственный деятель, генерал-адъютант (6 мая 1901), адмирал (6 апреля 1903).
Участвовал в ряде дальних плаваний, совершил три кругосветных похода. Участник т. н. «безобразовской группы». В качестве главного начальника Квантунской области, как никто другой, способствовал развязыванию русско-японской войны. Наместник на Дальнем Востоке и главнокомандующий русских войск в Порт-Артуре и Маньчжурии.

## Биография
Сын капитан-лейтенанта Ивана Максимовича Алексеева (1796—1849), по некоторым сведениям, внебрачный сын Александра II.
20 августа 1856 года поступил кадетом в Морской кадетский корпус. После окончания 17 апреля 1863 года корпуса, в звании гардемарина начал службу в 4-м флотском экипаже и отправился более чем в трёхлетнее кругосветное плавание на корвете «Варяг» под командованием капитан-лейтенанта, позже капитана 2-го ранга Р. А. Лунда. Во время этого плавания участвовал в экспедиции к берегам Северной Америки. 19 апреля 1865 года произведён в мичманы. Продолжая службу на корвете перешёл на Дальний Восток России, где побывал в научных рейсах по Тихому океану и нёс стационерскую службу в портах Китая и Японии.
Вернувшись на родину, 3 июля 1867 года он был произведён в лейтенанты и переведён 1 апреля 1869 года в 1-й флотский Его Императорского Высочества генерал-адмирала экипаж с назначением 22 января 1871 года флаг-офицером к начальнику отряда судов в греческих водах, контр-адмиралу И. И. Бутакову. С начала 1871 года в плавании на фрегате «Светлана». 15 ноября того же года награждён орденом Святого Станислава 3-й степени. C 21 мая 1872 года по 22 сентября 1873 года находился в плавании по Средиземному морю на клипере «Жемчуг» под командованием капитана 2-го ранга Ф. А. Геркена, а с 22 сентября 1873 года по 16 июля 1875 года на фрегате «Князь Пожарский» под командованием капитана 2-го ранга В. Г. Басаргина. Во время своей службы на Средиземном море Алексеев был награждён 6 июня 1873 года итальянским орденом Короны офицерского креста, в 1874 году орденом Святой Анны 3-й степени, 26 апреля 1876 года турецким орденом Османие 4-й степени и 22 сентября 1875 года «за совершение двадцати морских кампаний» орденом Святого Владимира 4-й степени с бантом.
С 13 октября 1875 года по 8 апреля 1876 года и с 11 ноября 1876 года по 8 июля 1877 года находился в плавании по Атлантическому океану на фрегате «Светлана» под командованием капитана 1-го ранга великого князя Алексея Александровича и на корвете «Богатырь» под командованием капитана 1-го ранга Д. П. Шафрова. 1 января 1877 года был произведён в капитан-лейтенанты, а 20 марта награждён орденом Святого Станислава 2-й степени.
2 марта 1878 года Алексеев был назначен исполняющим должность старшего офицера броненосца береговой обороны «Кремль», а 11 марта утверждён в занимаемой должности и переведён во 2-й флотский экипаж.
С 1 апреля по 19 сентября 1878 года находился в плавании в США на пароходе «Цимбрия» под командованием капитан-лейтенанта К. К. Грипенберга, с 19 сентября по 23 октября 1878 года на пароходе «Уахо» под командованием капитан-лейтенанта Ломена. С 23 октября 1878 года по 23 июля 1879 года командовал крейсером «Африка» в плавании по Атлантическому океану, Северному и Балтийскому морю. За совершение заграничного плавания Алексеев был удостоен Высочайшего благоволения и награждён орденом Святой Анны 2-й степени. С 20 мая 1880 года по 10 июля 1883 года командовал тем же крейсером в составе Тихоокеанской эскадры под командованием адмирала С. С. Лесовского. 15 мая 1883 года произведён «за отличие» в капитаны 2-го ранга.
30 октября 1883 года Алексеев был назначен приказом управляющего Морским министерством адмирала И. А. Шестакова агентом Морского министерства во Франции и 13 декабря отчислен от командования крейсером «Африка». Во время своего пребывания во Франции Евгений Иванович сообщил много полезных указаний по морской части. 13 апреля 1886 года он был произведен в капитаны 1-го ранга. 17 ноября того же года Алексеев был назначен командиром крейсера «Адмирал Корнилов» с оставлением в должности агента. 18 августа 1888 года он был награждён орденом Почётного легиона командорского креста. С 9 августа по 31 октября 1888 года командовал крейсером во время плавания из Франции в Россию, а с 1 августа 1889 года по 19 августа 1891 года — в кругосветном плавании. Во время плавания Алексеев был награждён 4 декабря 1889 года греческим орденом Спасителя командорского креста, 10 июня 1891 года турецким орденом Меджидие 2-й степени со звездой, а 1 января 1890 года — орденом Святого Владимира 3-й степени.
1 января 1892 года Евгений Иванович был произведён в контр-адмиралы и назначен помощником начальника Главного морского штаба. С 16 мая по 5 октября 1892 года, с 29 июля по 7 октября 1894 года и с 3 декабря 1894 года по 6 января 1895 года исполнял обязанности начальника Главного морского штаба. 1 января 1894 года награждён орденом Святого Станислава 1-й степени.
1 января 1895 года Алексеев был назначен начальником эскадры Тихого океана. 14 мая 1896 года Евгений Иванович был награждён орденом Святой Анны 1-й степени. Во время командования эскадрой в заграничных водах он был награждён 12 декабря 1896 года китайским орденом Двойного дракона и японским орденом Восходящего солнца 1-й степени.
В 1896 г. экипаж крейсера «Дмитрий Донской» назвал именем Алексеева полуостров на корейском побережье Японского моря (ныне — Мёнхёбандо).
13 апреля 1897 года Алексеев был произведён в вице-адмиралы, а 11 августа назначен старшим флагманом Черноморской флотской дивизии. В 1898 году командовал практической эскадрой на Чёрном море, держа флаг на эскадренном броненосце «Георгий Победоносец», и 6 декабря награждён орденом Святого Владимира 2-й степени.
19 августа 1899 года Алексеев был назначен Главным начальником и командующим войсками Квантунской области и морскими силами Тихого океана, участвовал в подавлении Ихэтуаньского восстания, за что награждён 26 сентября 1900 года золотой, украшенной бриллиантами, саблей с надписью «Таку, Тяньцзин, Пекин 1900 г.», 1 января 1901 года — орденом Белого орла с мечами, и 6 мая 1901 года назначен генерал-адъютантом к Его Императорскому Величеству. Также за эту кампанию был отмечен иностранными наградами — орденом Почётного легиона большого офицерского креста, прусским орденом Красного орла 1-й степени с мечами, бельгийским орденом Леопольда большого креста.
Заботами и трудами Алексеева, как Главного начальника Квантунской области, Порт-Артур был благоустроен и оборудован в военном, морском и гражданском отношениях. Также, в 1900—1903 годах он занимал выборную должность судьи Порт-Артурского окружного суда.
30 июля 1903 года Алексеев был назначен наместником Его Императорского Величества на Дальнем Востоке. В этой должности проявлял крайнюю враждебность к Японии, поддерживая стремление русских промышленников утвердиться в Корее и подготавливая разрыв с японским правительством.
В связи с началом русско-японской войны, 28 января 1904 года Евгений Иванович был назначен Главнокомандующим сухопутными и морскими силами в Тихом океане. После гибели адмирала С. О. Макарова до 22 апреля непосредственно командовал Тихоокеанским флотом. Лично руководил отбитием атак японских миноносцев и брандеров, за что был награждён 14 ноября 1904 года орденом Святого Георгия 3-й степени.
Целый ряд крупных поражений русской армии заставил правительство отозвать Алексеева с занимаемой им должности главнокомандующего: 12 октября 1904 года, после сражения на реке Шахе, он уступил место главнокомандующего генералу Куропаткину.
8 июня 1905 года Алексеев был уволен от должности наместника с назначением членом Государственного совета. 21 апреля 1908 года Евгений Иванович был награждён орденом Святого Александра Невского, а 17 апреля 1913 года Высочайшим рескриптом в честь пятидесятилетия службы в офицерских чинах удостоен бриллиантовых знаков к этом ордену. 6 декабря 1915 года награждён орденом Святого Владимира 1-й степени.
В мае 1917 года уволен в отставку. Скончался 27 мая (9 июня) 1917 года в Ялте. Похоронен там же.
Женат не был. Детей не имел.